# Södra Århult
Södra Århult är en bebyggelse i Markaryds socken i Markaryds kommun, Kronobergs län. SCB har för bebyggelsen mellan 1990 och 2020 avgränsat en småort. Vid avgränsningen 2020 klassades bebyggelsen som en del av tätorten Markaryd och småorten avregistrerades.